# Escola Superior Aberta do Brasil
Escola Superior do Brasil (ESAB) era uma instituição privada de ensino a distância, não mais credenciada pelo MEC que aplicava cursos de pós-graduação via internet.